# KC Lightfoot
KC Lightfoot (ur. 11 listopada 1999) – amerykański lekkoatleta specjalizujący się w skoku o tyczce.
W 2019 nie przebrnął przez eliminacje podczas światowego czempionatu w Dosze. Dwa lata później zajął 4. miejsce w olimpijskim konkursie tyczkarzy w Tokio.
Medalista mistrzostw USA. Stawał na najwyższym stopniu podium mistrzostw NCAA.
Rekordy życiowe: stadion – 6,07 (2 czerwca 2023, Nashville) rekord Ameryki Północnej, 4. wynik w historii światowej lekkoatletyki; hala – 6,00 (13 lutego 2021, Lubbock) 9. wynik w historii światowej lekkoatletyki.

## Osiągnięcia
| Rok  | Impreza                   | Miejsce | Pozycja           | Wynik |
| ---- | ------------------------- | ------- | ----------------- | ----- |
| 2019 | Mecz Europa – USA         | Mińsk   | 6. miejsce        | 5,35  |
| 2019 | Mistrzostwa świata        | Doha    | el. – 15. miejsce | 5,60  |
| 2021 | Igrzyska olimpijskie      | Tokio   | 4. miejsce        | 5,80  |
| 2022 | Halowe mistrzostwa świata | Belgrad | 10. miejsce       | 5,60  |